# 헬렌 헤이스
헬렌 헤이스(Helen Hayes, 1900년 10월 10일 ~ 1993년 3월 17일)는 미국의 배우다. "미국 연극계의 영부인"(First Lady of American Theatre)이란 별칭을 가진 미국 연예계의 중요 인물 중 한 명이며, 영미권 연예계 최고상인 그래미상, 아카데미상, 에미상, 토니상(EGOT)을 모두 수상한 몇 안 되는 인물 중 한 명이다. 1986년, 미국의 대통령 로널드 레이건으로부터 미국 최고 시민상인 대통령 자유 훈장을 받았으며, 1988년에는 국가예술훈장을 받기도 했다.
1909년 뮤지컬 《늙은 네덜란드인》(Old Dutch)으로 브로드웨이 데뷔를 했다. 1918년 제임스 매슈 배리 경의 《친애하는 브루투스》에서 비평가의 주목을 끌었으며, 그 후 많은 연극에 쉬지 않고 출연하였다. 1920년 경부터 성인 역을 맡기 시작하여 1922년 《부인들에게(To the Ladies)》에서 대성공을 거두었고, 미국의 대표적 배우로서의 위치를 굳혔다. 그러나 그에게 최대의 성공을 안겨다 준 것은 1935년 로렌스 하우즈만 작 《빅토리아 여왕》에서의 여왕역이었다. 그 후 길구드 연출의 《유리동물원》, 장 아누이의 《기억되는 시절》, 유진 오닐의 《시인기질》 등 세계적인 작가의 대표적인 작품에 출연했다.
1931년 영화 《마델론의 비극》을 통해 아카데미 여우주연상을, 1970년 영화 《에어포트》를 통해서는 아카데미 여우조연상을 수상했다.

## 출연 작품

### 영화
- 마델론의 비극 (1931)
- 무기여 잘 있거라 (1932)
- 아나스타시아 (1956)
- 에어포트 (1970)
- 허비 - 돌아오다 (1974)
- 카리브해의 비밀 (1983, A Caribbean Mystery)